# Frank Sinclair
Pour les articles homonymes, voir Sinclair.
Frank Mohammed Sinclair est un footballeur jamaïcain, né le 3 décembre 1971, à Lambeth, dans le Grand Londres en Angleterre.

## Biographie
Formé à Chelsea, il joue en tout 169 matchs de Premier League avec le club londonien, auquel il reste très attaché. Ce joueur au physique impressionnant, né tout près de Stamford Bridge, mais de l'autre côté de la Tamise, est désigné « Joueur de l'année » par son club en 1993, après une formidable saison où il s'impose comme titulaire indiscutable au sein de la défense londonienne.
Peu à peu relégué au second plan par un Gianluca Vialli qui souhaite faire de Chelsea une équipe internationale, il décide en août 1998, juste après avoir disputé la Coupe du monde avec son pays d'origine, de signer pour Leicester City, club avec lequel il remporte la Coupe de la Ligue en 2000.
Il est malheureusement connu pour marquer de nombreux buts contre son camp à cette époque, dont le plus étonnant est celui encaissé par le gardien Ian Walker, lors d'un match contre Middlesbrough, en 2002.
En juin 2004, arrivé en fin de contrat avec Leicester City, il signe à Burnley, où il reprend un peu de sa superbe en faisant de nombreuses apparitions intéressantes. Il est même nommé capitaine du club, avant de céder son brassard à Wayne Thomas à l'été 2006. 
Il est prêté en février 2007 à Huddersfield Town, club avec lequel il s'engage l'été suivant. Il n'y reste qu'une saison, signant en juillet 2008 à Lincoln City, où il retrouve Peter Jackson, qui l'avait fait venir à Huddersfield Town. Après un prêt aux Wycombe Wanderers, il est libéré de son contrat par Lincoln City, et signe au Wrexham FC pour une saison.

## Carrière  joueur
- 1990-1998 : Chelsea
  - déc. 1991-jan. 1992 : West Bromwich Albion (prêt)
- 1998-2004 : Leicester City
- 2004-2007 : Burnley
  - fév. 2007-2007 : Huddersfield Town (prêt)
- 2007-2008 : Huddersfield Town
- 2008-2009 : Lincoln City
  - mars 2009-2009 : Wycombe Wanderers (prêt)
- 2009-2011 : Wrexham
- nov. 2011-jan. 2012 : Hendon
- jan. 2012-jan. 2015 : Colwyn Bay
- depuis jan.2015 : Brakley Town FC[1]

## Palmarès
- 43 sélections en et 1 but en équipe de Jamaïque entre 1998 et 2001
- Vainqueur de la Coupe d'Europe des vainqueurs de coupe en 1998 avec Chelsea (ne joue pas la finale)
- Vainqueur de la Coupe d'Angleterre (FA Cup) en 1997 avec Chelsea
- Vainqueur de la League Cup en 1998 avec Chelsea, en 2000 avec Leicester City

## Carrière entraineur
- fév. 2013-jan. 2015 : Colwyn Bay